# Pommac

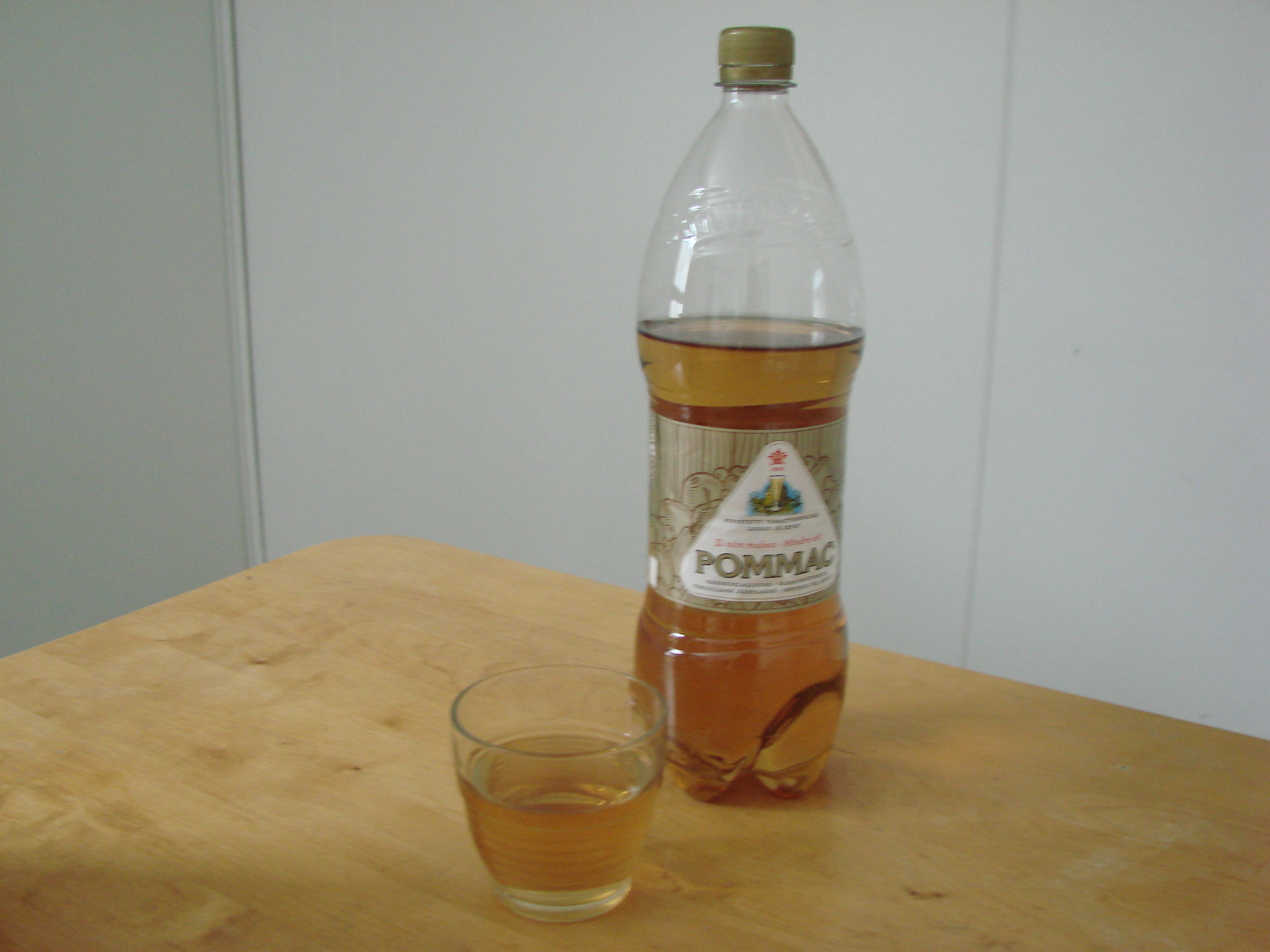
Pommacu

Pommac - orzeźwiający gazowany napój bezalkoholowy wytwarzany z owoców, w tym jagód i dojrzewający w dębowych beczkach przez trzy miesiące. Szczegółowa receptura jest utrzymywana w tajemnicy.
Napój został wynaleziony w 1919 przez Andersa Lindahla, założyciela Fructus Fabriker w Sztokholmie. Dystrybuowany w Szwecji i Finlandii jako bezalkoholowy substytut win i szampana, także dla kierowców. Był sprzedawany również w USA w latach 1963-1969. W 2004 Carlsberg postanowił zaprzestać produkcji tego napoju (niska opłacalność), ale z uwagi na protesty społeczne ostatecznie utrzymał produkt na rynku.